# Single Collection+ Hotchpotch
Albums de Māya Sakamoto
Dive
(1998) Lucy
(2001)
Single Collection+ Hotchpotch (シングルコレクション＋ハチポチ) est la 1re compilation de Māya Sakamoto, sorti sous le label Victor Entertainment le 16 décembre 1999 au Japon. Une nouvelle édition est sortie le 24 mars 2010.

## Présentation
Cet album a atteint la 14e place du classement de l'Oricon et reste classé pendant neuf semaines, pour un total de 60 130 exemplaires vendus.

## Liste des titres
Toute la musique et les arrangements ont été composées par Yōko Kanno.
| 1.  | Yakusoku wa Iranai (約束はいらない)          | Yuho Iwasato  | 3:35 |
| 2.  | Tomodachi (ともだち)                         | Yuho Iwasato  | 3:41 |
| 3.  | Bokura no Rekishi (ボクらの歴史)             | Yuho Iwasato  | 4:22 |
| 4.  | Gift                                         | Yuho Iwasato  | 5:49 |
| 5.  | Kimi ni Ai ni Iko (君に会いにいこう)         | Yuho Iwasato  | 5:14 |
| 6.  | Hikari no Naka e (光の中へ)                  | Yuho Iwasato  | 4:40 |
| 7.  | Light of Love                                | Yuho Iwasato  | 7:54 |
| 8.  | Kiseki no Umi (奇跡の海)                     | Yuho Iwasato  | 4:09 |
| 9.  | Active Heart                                 | Yuho Iwasato  | 4:15 |
| 10. | Pilot (パイロット)                           | Māya Sakamoto | 3:55 |
| 11. | Platinum (プラチナ)                          | Māya Sakamoto | 4:11 |
| 12. | 24 (twenty-four)                             | Kazumi Someya | 4:49 |
| 13. | Koibito ni Tsuite (恋人について)             | Yoji Kubota   | 4:22 |
| 14. | Pocket wo Kara ni Shite (ポケットを空にして) | Yuho Iwasato  | 4:08 |
| 15. | Call Your Name                               | Māya Sakamoto | 4:17 |